# Толчея (Вологодская область)
Толчея — упразднённая деревня в Тарногском районе Вологодской области России.

## География
Урочище находится в северо-восточной части области, в подзоне средней тайги, на правом берегу реки Тарноги, на расстоянии примерно 11 километров (по прямой) к юго-востоку от села Тарногский Городок, административного центра района.

### Климат
Климат характеризуется как умеренно континентальный, с продолжительной холодной зимой и умеренно тёплым летом. Среднегодовая температура воздуха — +1,5 °C. Средняя температура воздуха самого холодного месяца (января) — −13,6 °C (абсолютный минимум — −52 °C), средняя температура самого тёплого (июля) — +16,8 °С (абсолютный максимум — +37 °С). Вегетационный период длится 115 дней. Среднегодовое количество атмосферных осадков составляет 667 мм, из которых около 67 % выпадает в тёплый период. Снежный покров держится в течение 168 дней. В течение года преобладают ветра юго-западного направления. Среднегодовая скорость ветра 3,3 м/с.

## История
Бывшая монастырская деревня, принадлежавшая Агапитову монастырю.
По данным 1926 года в деревне имелось 16 хозяйств и проживало 77 человек (37 мужчин и 40 женщин). В административном отношении входила в состав Маркушевского сельсовета Кокшенгского района.
Действовал колхоз «Красный Перекоп». По состоянию на 1 января 1973 года входила в состав Маркушевского сельсовета Тарногского района.